# Giovanni Battista Zelotti

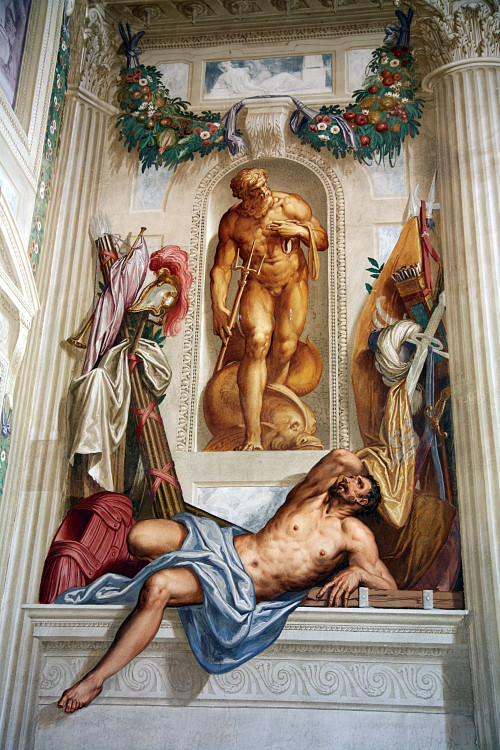
Detalle de las decoraciones de Villa Emo.

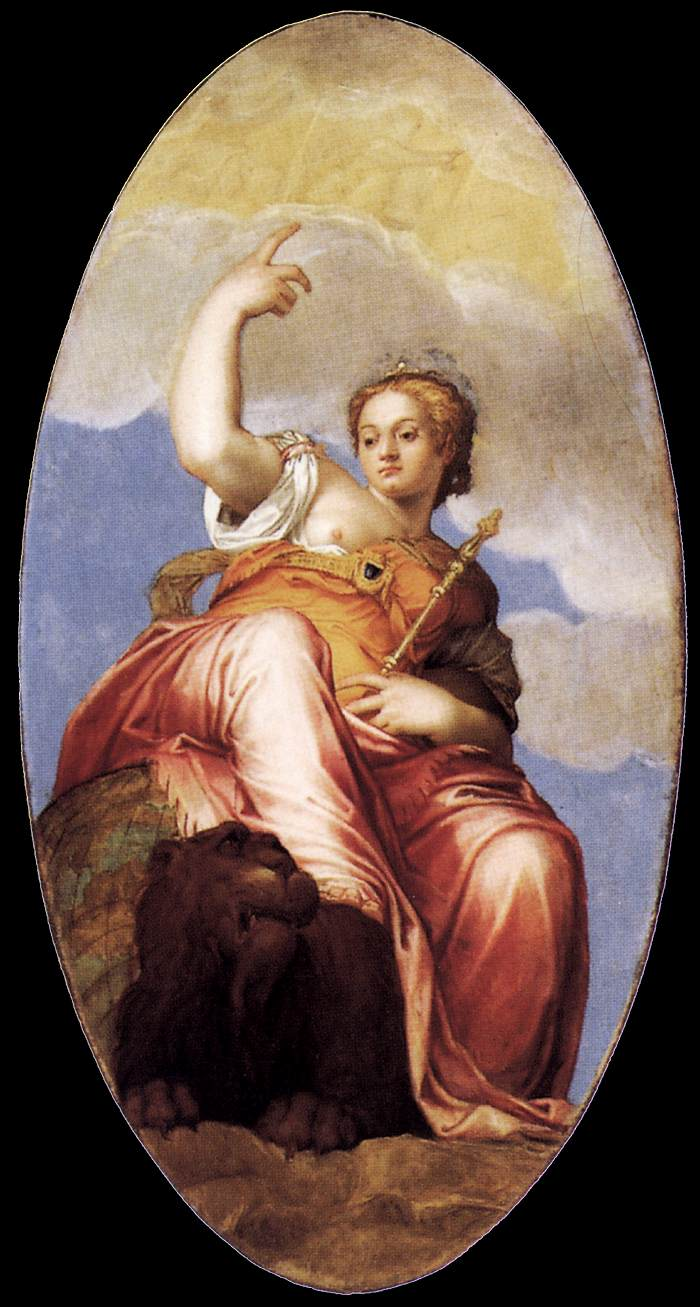
Alegoría de Venecia, Palacio Ducal.

Giovanni Battista Zelotti (Verona, 1526 - 1578) fue un pintor italiano que vivió y trabajó durante el Renacimiento tardío. Giorgio Vasari se refirió a él como Battista da Verona, aunque también es conocido como Battista Farinati.

## Biografía
Nacido en Verona, parece que su primera formación como artista la recibió de Antonio Badile y Domenico Brusasorci, aunque otros hacen de su tío Paolo Farinati su primer maestro. Ya en Venecia, algunos historiadores mencionan su entrada en el taller de Tiziano, aunque lo que es seguro es que sus primeros trabajos de relevancia fueron como ayudante de Giovanni Battista Ponchino en la decoración de diversas salas del Palazzo Ducale (1553-1554).
Fue condiscípulo de Paolo Veronese en el taller de Badile, y llegó a trabajar con él en la Villa Soranza de Castelfranco (1551), así como en el Palacio Ducal (bajo las órdenes de Ponchino), la Biblioteca Marciana (1556-1557) y la Villa Trevisan de Murano (1557). Su estilo es muy similar al de Caliari, resultando de ello que muchas de las obras de Zelotti han sido erróneamente adjudicadas a su colega más célebre.
Zelotti fue el encargado de popularizar el estilo de Veronese en la terra ferma véneta. Lo mejor de su trabajo se puede admirar en diversas villas construidas por la nobleza veneciana durante el siglo XVI, una buena parte de ellas diseñadas por el arquitecto Andrea Palladio. Con el tiempo, su estilo se alejó progresivamente del de Veronés para adoptar trazos más dedicidamente manieristas. En sus últimos años, Zelotti trabajó para los Gonzaga de Mantua como superintendente de construcciones.

## Obras destacadas
- Esponsales místicos de Santa Catalina (1547, National Museum of Western Art, Tokio)
- Rebeca y Eliezer (1553, Museo del Prado, Madrid), atribución discutida.
- Decoraciones del Palacio Ducal (Venecia, 1553-1554)
  - Alegoría de Venecia
  - El Tiempo, las Virtudes y la Envidia alimentada por la Maldad
  - Venus entre Marte y Neptuno
- Decoraciones de la Biblioteca Marciana (1556-1557, Venecia)
- Decoraciones del Palacio Trevisan (1557, Murano)
- Decoraciones de Villa Foscari (1560, Mira), junto a Bernardino India y Battista Franco.
- Conversión de San Pablo (1560-1563, Oratorio del Gonfalone, Vicenza)
- Pesca milagrosa (1560-1563, Oratorio del Gonfalone, Vicenza)
- Salomón y la Reina de Saba (1562-1563, abadía de Santa Maria Assunta, Teolo)
- Puertas de órgano (1562-1564, Musei Civici agli Eremitani, Padua)
  - Saul rodeado de su familia
  - David músico
  - Moisés recibe las Tablas de la Ley
- Decoraciones de Villa Emo (1565, Fanzolo de Vendelago)
- Decoraciones de Villa Caldogno (1569-1570, Caldogno), junto a Giovanni Antonio Fasolo.
  - Continencia de Escipión
  - Clemencia de Escipión
  - Soldados con vestimentas orientales
  - Caballeros
  - Paje abrazando a una dama
- Decoraciones de Villa Porto-Colleoni (1569-1570, Thiene),también junto a Fasolo.
  - Venus y Cupido
  - Vulcano
  - Rapto de Ganimedes
  - Heroismo de Muzio Scévola
  - Continencia de Escipión
  - Encuentro de Sofonisba y Massinisa
  - Banquete de Cleopatra
- Concierto (1570, Museo Civico, Verona)
- Decoraciones de Villa Obizzi (1570-1575, Cataio)
  - Saga de los Obizzi
  - Tommaso degli Obizzi recibe la Orden de la Jarretera
  - Nino degli Obizzi libera la ciudad de Lucca
- Descubrimiento de la Vera Cruz (1575-1578, San Rocco, Vicenza)
- Pentecostés (1575-1578, San Rocco, Vicenza)